# Lyngdal (plaats)
Lyngdal (ook gekend als Alleen) is een plaats in de Noorse gemeente Lyngdal, provincie Agder. Lyngdal telt 3.825 inwoners (2007) en heeft een oppervlakte van 3,17 km².
In Lyngdal is het gemeentebestuur van Lyngdal gevestigd.

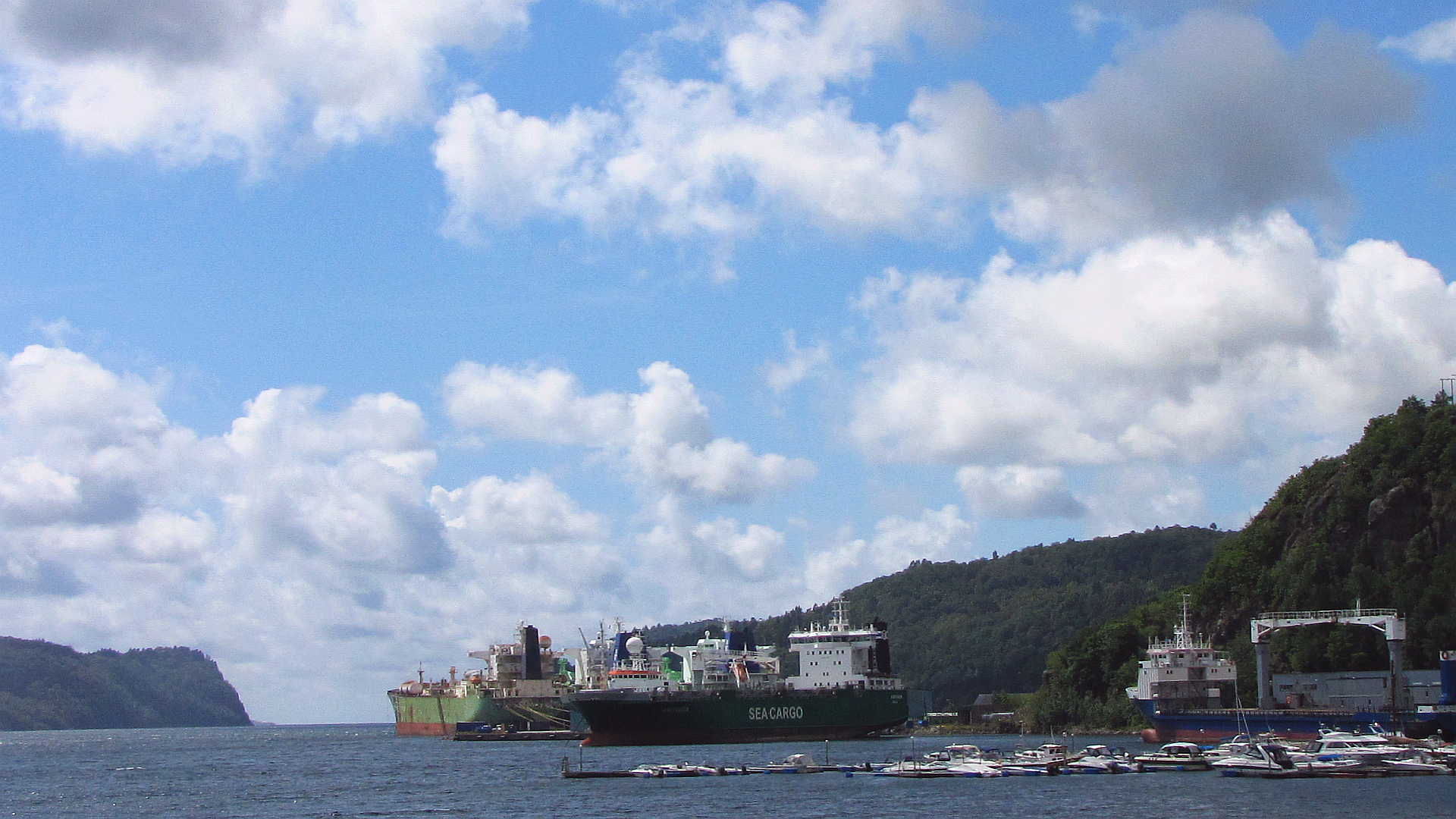
Agnefest op RosFjord heeft sinds 1771 een erkende natuurlijke haven van Lyngdal